# Pandarus satyrus
Pandarus satyrus är en kräftdjursart som beskrevs av James Dwight Dana 1849. Pandarus satyrus ingår i släktet Pandarus och familjen Pandaridae. Inga underarter finns listade i Catalogue of Life.